# Los Barrios
Los Barrios is een gemeente in de Spaanse provincie Cádiz in de regio Andalusië met een oppervlakte van 331 km². In 2007 telde Los Barrios 21.358 inwoners. De gemeente grenst aan de Baai van Gibraltar en is in verband met de haven van Algeciras sterk geïndustrialiseerd. 

## Demografische ontwikkeling
Bron: INE; 1857-2011: volkstellingen